# Kansas City Hi-Spots 1950-1951
La stagione 1950-51 dei Kansas City Hi-Spots fu la 1ª e unica nella NPBL per la franchigia.
I Kansas City Hi-Spots fallirono a metà stagione mentre avevano un record 4-19. Vennero classificati al quarto posto della Western Conference.

## Roster
| N° | Naz.                   | Ruolo | Sportivo        | Anno | Alt. | Peso |
| -- | ---------------------- | ----- | --------------- | ---- | ---- | ---- |
|    | Stati Uniti (bandiera) | A     | Gene Anderson   | 1927 | 198  | 98   |
|    | Stati Uniti (bandiera) | G     | Alex Athas      | 1922 | 188  | 82   |
|    | Stati Uniti (bandiera) | G     | Gene Berce      | 1926 | 180  | 79   |
|    | Stati Uniti (bandiera) | A     | Clayton Bristow | 1925 | 191  | 82   |
|    | Stati Uniti (bandiera) | A     | Jake Carter     | 1924 | 196  | 88   |
|    | Stati Uniti (bandiera) | GA    | Paul Cloyd      | 1920 | 188  | 84   |
|    | Stati Uniti (bandiera) | G     | Dickey          |      |      |      |
|    | Stati Uniti (bandiera) | G     | Hal England     | 1927 | 188  | 79   |
|    | Stati Uniti (bandiera) | C     | Jerry Fowler    | 1927 | 203  | 103  |
|    | Stati Uniti (bandiera) | G     | Dick Gates      | 1930 |      |      |
|    | Stati Uniti (bandiera) | AC    | Joe Graboski    | 1930 | 203  | 104  |
|    | Stati Uniti (bandiera) | G     | Ralph Hamilton  | 1921 | 183  | 84   |
|    | Stati Uniti (bandiera) | A     | Al Henningsen   | 1928 | 198  | 93   |
|    | Stati Uniti (bandiera) | A     | Bill Herman     | 1924 | 191  | 77   |
|    | Stati Uniti (bandiera) | AC    | Hal Hutcheson   | 1920 | 198  | 86   |
|    | Stati Uniti (bandiera) | A     | Rallo Johnson   | 1926 | 198  | 95   |
|    | Stati Uniti (bandiera) | G     | Walt Kirk       | 1924 | 191  | 79   |
|    | Stati Uniti (bandiera) | G     | Leerah          |      |      |      |
|    | Stati Uniti (bandiera) | A     | Don McMillen    | 1927 | 193  | 88   |
|    | Stati Uniti (bandiera) | G     | McNamara        |      |      |      |
|    | Stati Uniti (bandiera) | A     | Guy Mitchell    | 1923 | 191  | 86   |
|    | Stati Uniti (bandiera) | GA    | Lee Nichols     |      |      |      |
|    | Stati Uniti (bandiera) | G     | Charlie Parsley | 1925 | 188  | 79   |
|    | Stati Uniti (bandiera) | G     | Stan Patrick    | 1922 | 191  | 93   |
|    | Stati Uniti (bandiera) | A     | Gene Peterson   | 1927 | 201  | 95   |
|    | Stati Uniti (bandiera) | G     | Bob Tough       | 1920 | 183  | 82   |
|    | Stati Uniti (bandiera) | A     | Blackie Towery  | 1920 | 193  | 95   |
|    | Stati Uniti (bandiera) | A     | Red Dehnert     | 1924 | 191  | 79   |

## Staff tecnico
- Allenatori: Paul Cloyd (2-10), Gene Eurash (2-5), Bob Tough (0-4)